# گمینا ترنگچا
گمینا ترنگچا (به لهستانی:  Gmina Tryńcza) یک گمینا در لهستان است که در شهرستان پژوورسک واقع شده‌است. گمینا ترنگچا ۷۰٫۵۶ کیلومتر مربع مساحت و ۸٬۳۲۴ نفر جمعیت دارد.